# Saaxil

Mapa regionů, Saaxil

Saaxil (Sahel) je region (gobolka) v Somálsku a zároveň jeden ze šesti regionů mezinárodně neuznané republiky Somaliland. Hlavním městem je přístav Berbera. Saaxil ohraničuje Adenským zálivem a regiony Woqooyi Galbeed, Sanaag, Togdheer a Awdal.

## Města v Saaxilu
Berbera, Sheikh (Sheekh), Bulahar, Xagal, Mandhera